# Mimulopsis
Mimulopsis, biljni rod iz porodice primogovki smješten u podtribus Mimulopsidinae dio tribusa Ruellieae, potporodica Acanthoideae. Sastoji se od 20 vrsta iz Afrike i sa Madagaskara

## Opis
Višegodišnje biljke ili grmovi. Cvat metličast, sastavljen od dihazijalnih cimesa. Čaška aktinomorfna, gotovo do baze razdijeljena na 5 podjednakih linearnih režnjeva. Vjenčić subaktinomorfan; cijev široko zvonasta; režnjeva 5, podjednakih, u pupoljku zgrčenih. Prašnici s 1 tekom. Kapsula sa oko 6-8 sjemenki. Sjeme se nalazi na retinakuli, s dugim bijelim higroskopnim dlačicama na rubu. Ovuli 3-4 u svakom lokulusu.

## Vrste
1. Mimulopsis alpina Chiov.
2. Mimulopsis angustata Benoist
3. Mimulopsis arborescens C.B.Clarke
4. Mimulopsis calcarata (Benoist) E.A.Tripp & I.Darbysh.
5. Mimulopsis catati Benoist
6. Mimulopsis champluvierae Eb.Fisch.
7. Mimulopsis dasyphylla Mildbr.
8. Mimulopsis elliotii C.B.Clarke
9. Mimulopsis excellens Lindau
10. Mimulopsis glandulosa Baker
11. Mimulopsis hildebrandtii Lindau
12. Mimulopsis kilimandscharica Lindau
13. Mimulopsis lyalliana (Nees) Baron
14. Mimulopsis macrantha (Mildbr.) E.A.Tripp
15. Mimulopsis madagascariensis (Baker) Benoist
16. Mimulopsis marronina (Vollesen) E.A.Tripp
17. Mimulopsis runssorica Lindau
18. Mimulopsis solmsii Schweinf.
19. Mimulopsis speciosa Baker
20. Mimulopsis volleseniana E.A.Tripp & T.F.Daniel